# Adelphicos
Adelphicos es un género de culebras de la familia Dipsadidae. Su área de distribución incluye Mesoamérica, principalmente México, Guatemala y Belice.

## Especies
Se reconocen las siguientes según The Reptile Database:
- Adelphicos daryi Campbell & Ford, 1982
- Adelphicos ibarrorum Campbell & Brodie, 1988/1989
- Adelphicos latifasciatum Lynch & Smith, 1966
- Adelphicos nigrilatum Smith, 1942
- Adelphicos quadrivirgatum Jan, 1862
  - A. q. newmanorum Taylor, 1950
  - A. q. quadrivirgatus Jan, 1862
  - A. q. sargii (Fischer, 1885)
  - A. q. visoninus (Cope, 1866)
- Adelphicos veraepacis Stuart, 1941